# Agrotis brachypecten
Agrotis brachypecten là một loài bướm đêm trong họ Noctuidae.